# Ендрю Лоуренс-Кінг
Ендрю Лоуренс-Кінг (англ. Andrew Lawrence-King; 3 вересня 1959, Альбек, Гернсі) — британський музикант, диригент, педагог, грає на арфі та ограні. Засновник «The Harp Consort» — ансамблю стародавньої музики в стилі бароко. Досліджує basso continuo, а також історію стародавньої ірландської арфи.

## Біографія
Ендрю Лоуренс-Кінг народився 3 вересня 1959 року в місті Альбек, що на острові Гернсі. Але своє дитинство майбутній музикант провів, живучи на околицях Кастели.

### Освіта
У Сент-Пітер-Порті на острові Гернсі Ендрю співав у церковному хорі та грав на органі в місцевому соборі.
Отримавши стипендію, він навчився грати на органі в коледжі Селвін в Кембріджі. Але з ранніх років його душа лежала до математики, тож в майбутньому він хотів пов'язати з нею професію та життя. Паралельно з навчанням у Селвінському коледжі він відвідував заняття з математики. Крім цього Ендрю обіймав посаду голови священника у соборі та парафіяльній церкві Святого Петра.
Після навчання у Селвінському коледжі Лоуренс-Кінг вступив до Лондонського центру стародавньої музики «London Early Music Centre», де і закінчив свою освіту.

### Кар'єра музиканта

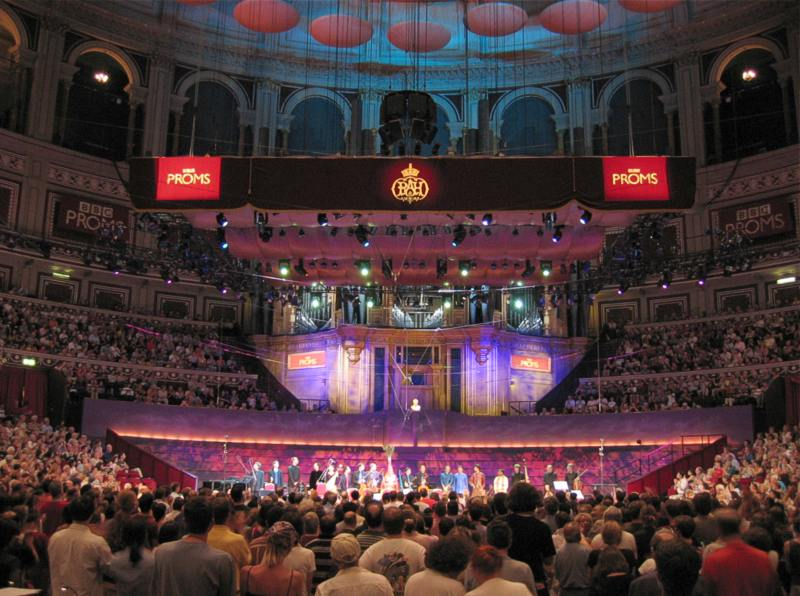
Альберт-хол 2014

Перший виступ Ендрю відбувся в Альберт-холі — концертному залі мистецтв і наук у Лондоні. Лоуренс-Кінг виконав на середньовічній арфі програму для щорічного музичного фестивалю, променад-концерту BBC, після чого швидко зарекомендував себе у світі сучасної музики. У 1988 році він заснував ансамбль «Трагікомедія» (англ. «Tragicomedia»), не дивлячись на те що працював і з іншими ансамблями. Пізніше Ендрю вступив до ансамблю «Hespèrion XX» Жорді Саваля (нині — «Hespèrion XXI»).

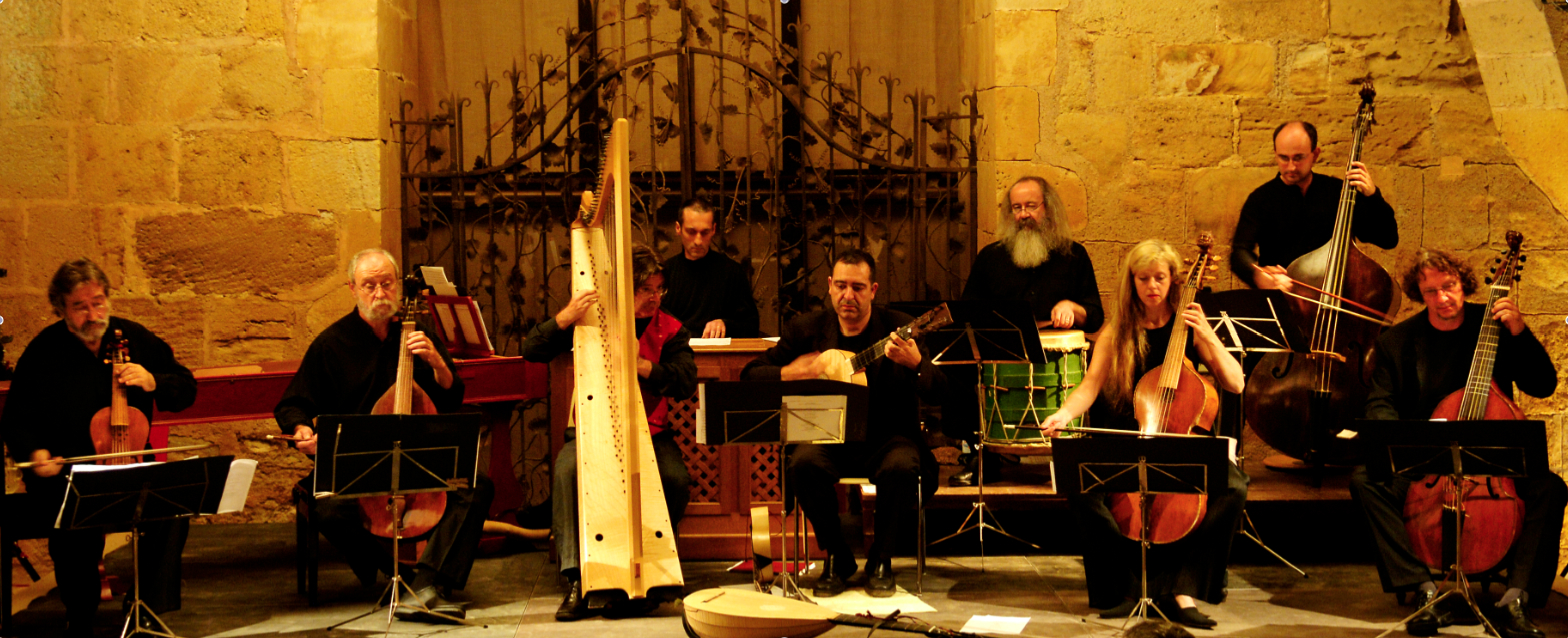
Hespèrion XXI

Ансамбль «The Harp Consort» заснував також Ендрю, як і проєкт «Il Corago», який займається дослідженням і постановкою старовинних опер. У 1994 році Ендрю Лоуренс-Кінг уклав контракт із звукозаписною компанією «Deutsche Harmonia Mundi». Наразі «The Harp Consort» і Ендрю Лоуренс-Кінг є ексклюзивними артистами лейбла «Harmonia Mundi»
Він працював старшим науковим співробітником Австралійського дослідницького центру «Центр досконалості історії емоцій» (англ.Australian Research Council Centre of Excellence for the History of Emotions), вивчаючи традиції барокової опери XVII століття разом з професором Джейном Девідсоном з Університету Західної Австралії та професором арфи в Академії старовинної музики англ.Akademie für Alte Musik[недоступне посилання з липня 2019] в Бремені.

### Кар'єра викладача
Ендрю також відомий як викладач стародавньої музики. Лоуренс-Кінг — старший науковий співробітник в Університеті Західної Австралії, професор старовинної арфи в Гілдхоллській школі музики і театру в Лондоні, викладає гру на арфі в Данській Королівській Академії Музики в Копенгагені, був професором старовинної арфи в Академії старовинної музики в Бремені і Вищій музичній школі Каталонії в Барселоні, а також викладав в Академії ім. Сібеліуса.

## Нагороди та премії
Шеффілдський університет присвоїв Ендрю Лоуренсу-Кінгу ступінь доктора наук за досягнення в області постановки старовинної опери.

### Нагороди
- Нагорода «Edison» за диск «Miracles».
- Нагорода від журналу «Amadeus» за компакт-диск року.

### Премії
- Премія «Греммі» (2011 рік) в номінації «Краща програма для малого ансамблю» за альбом «Сім'я Борджіа» в складі ансамблю «Hespèrion XXI»
- Премія Ервіна Бодкі(1992 рік).
- Американська премія «Генделя»(1996 рік) за запис «Альцина»
- Премія «Diapason d'Or»[недоступне посилання з липня 2019]за альбом «Італійський концерт».
- Премія «Кращий диск року в області ранньої музики» за альбом «Світло і північ».
- Російська театральна премія «Золота Маска» в номінації «Робота диригента».
- Премія Ноя Грінберга (англ. Prix Noah Greenberg)(1997 рік)
- Премія Echo Klassik(1998 рік) за кращий музичний запис стародавньої музики .

### Сертифікати
- Сертифікат «Океанський яхтмейстер» наданий Королівською асоціацією яхт.